# Franziska Becker
Franziska Becker   (Mannheim, 10 de juliol de 1949) és una dibuixant, pintora i il·lustradora.

## Biografia
Franziska Becker va néixer a Mannheim el 1949. Després d'haver-hi aprovat l'examen de finalització de l'escola, va completar una formació com a auxiliar tècnica mèdica. Entre 1972 i 1976 va estudiar a l' Acadèmia de Belles Arts de Karlsruhe. Entre d'altres, va ser ensenyada per Markus Lüpertz.
El 1973 es va implicar en el moviment feminista a Heidelberg on també va conèixer Alice Schwarzer. La seva primera caricatura va aparèixer al primer número de la revista EMMA. Des de llavors, els dibuixos animats, caricatures i il·lustracions de Becker han aparegut en nombroses altres revistes. També va publicar vint llibres.
El 1988 Becker va rebre el premi Max i Moritz al millor dibuixant de còmics. L'any 2010 es va presentar una exposició individual dedicada a ella al Caricatura Museum Frankfurt, que consta d'uns 300 objectes. El 2019 se li va concedir el certificat Hedwig Dohm, que va ser criticat per la seva representació de dones que porten mocador al cap.

## Premis
- 1988: Premi Max & Moritz[3]
- 2012: Göttinger Elch[4]
- 2013: Premi Wilhelm Busch[5]
- 2019: Hedwig-Dohm-Urkunde[6]